# Joachim Wanke
Joachim Wanke (Wrocław, 6 maart 1950) is een Pools-Duits geestelijke en bisschop van de Rooms-Katholieke Kerk.
Na zijn priesterwijding in 1966 werd Wanke aangesteld tot kapelaan in Dingelstädt. Daarna kreeg hij een studieopdracht en werd hij prefect aan het seminarie van Erfurt.
In 1980 werd Wanke benoemd tot administrator-coadjutor van Erfurt, om de zieke bisschop Hugo Aufderbecks te ontlasten van zijn taken. De benoeming werd definitief bij het overlijden van Aufderbecks op 17 januari 1981. Het zou echter nog tot 1994 duren voordat Wanke werd benoemd tot bisschop van Erfurt.